# Tosan Evbuomwan
Torisesan "Tosan" Evbuomwan (Newcastle, 16 de fevereiro de 2001) é um jogador britânico de basquete profissional que atualmente joga no Brooklyn Nets da National Basketball Association (NBA) e no Long Island Nets da G-League.
Ele jogou basquete universitário pela Universidade de Princeton.

## Primeiros anos
Evbuomwan nasceu e foi criado em Newcastle, Inglaterra. Seu pai, Isaac, é ginecologista e jogou basquete universitário na Universidade de Lagos, em sua terra natal, Nigéria. Sua mãe, Michelle, que nasceu de pai nigeriano e mãe inglesa, mudou-se para Lagos aos 21 anos. Utilizando a licença de piloto comercial que obteve no Reino Unido, ela se tornou a primeira mulher capitã a pilotar um avião na Nigéria. Michelle conheceu Isaac quando foi fazer um exame físico e eles começaram a namorar. Isaac mudou-se para a Inglaterra a trabalho um ano depois e Michelle o seguiu; eles decidiram se estabelecer em Newcastle após começarem uma família.
A mãe de Evbuomwan faleceu de câncer de mama em 16 de novembro de 2012. Ele cresceu praticando futebol, rugby, críquete e atletismo, e foi um destaque no futebol, sendo selecionado para a Academia de Jovens do Newcastle United. Ele tinha uma tabela de basquete em sua casa porque seu pai jogava na Nigéria, mas só começou a jogar basquete de forma competitiva aos 14 anos. Posteriormente, ele jogou pelo time sub-18 do Newcastle Eagles e participou do Deng Camp, organizado por Luol Deng, onde seu desempenho começou a chamar mais atenção. O técnico do Eagles, Ian MacLeod, enviou clipes de destaque do jogador para universidades americanas e o assistente técnico da Universidade de Princeton, Brett MacConnell, ficou impressionado, sugerindo ao técnico principal Mitch Henderson que o recrutasse. Evbuomwan assinou com Princeton em abril de 2019.

## Carreira universitária
Evbuomwan teve médias de 3,9 pontos, 1,8 rebotes e 0,9 assistências em seu primeiro ano em Princeton, participando de 19 jogos como titular. A temporada de 2020–21 da Ivy League foi cancelada devido à pandemia de COVID-19. Durante a pandemia, ele treinou com o Newcastle Eagles e juntou-se à equipe de 3x3 da Grã-Bretanha em Tel Aviv.
Em 4 de dezembro de 2021, Evbuomwan marcou o recorde de sua carreira de 27 pontos em uma vitória por 81–79 na prorrogação contra Drexel. Ele igualou seu recorde de 27 pontos, além de conseguir sete rebotes e cinco roubos de bola, em 4 de fevereiro de 2022, em uma derrota por 88–83 para Cornell. No seu terceiro ano, Evbuomwan foi nomeado Jogador do Ano da Ivy League por unanimidade.
Em 30 de março de 2023, ele se declarou para o draft da NBA de 2023.

## Carreira profissional

### Motor City Cruise (2023–2024)
Após não ser escolhido no draft da NBA de 2023, Evbuomwan juntou-se ao Detroit Pistons para a Summer League de 2023 e, em 2 de outubro de 2023, assinou com a equipe. No entanto, ele foi dispensado em 21 de outubro e, nove dias depois, juntou-se ao Motor City Cruise.

### Memphis Grizzlies (2024)
Em 30 de janeiro de 2024, Evbuomwan assinou um contrato de 10 dias com o Memphis Grizzlies após ter médias de 15,1 pontos, 8,4 rebotes e 3,9 assistências em 34,5 minutos pelo Motor City Cruise. Ele estava ativo para seu primeiro jogo na NBA em 1 de fevereiro contra o Cleveland Cavaliers, mas fez sua estreia na NBA no dia seguinte contra o Golden State Warriors. Em 4 de fevereiro, ele registrou o recorde de sua carreira com 12 rebotes (incluindo 7 rebotes ofensivos) em uma derrota de 131–91 para o Boston Celtics.

### Retorno ao Motor City / Detroit Pistons (2024)
Em 9 de fevereiro, ele retornou ao Motor City Cruise.
Em 13 de fevereiro de 2024, Evbuomwan assinou um contrato de 10 dias com o Detroit Pistons e, em 23 de fevereiro, assinou um contrato de duas vias com os Pistons. Em 16 de outubro, ele foi dispensado pelos Pistons.

### Los Angeles Clippers (2024)
Em 19 de outubro de 2024, Evbuomwan assinou um contrato com o Los Angeles Clippers, mas foi dispensado no mesmo dia. Em 28 de outubro, ele se juntou ao San Diego Clippers.

### Brooklyn / Long Island Nets (2025–Presente)
Em 1 de janeiro de 2025, Evbuomwan assinou um contrato de duas vias com o Brooklyn Nets. Em uma derrota para o Utah Jazz em 12 de janeiro, Evbuomwan marcou um recorde na carreira de 22 pontos, além de cinco rebotes e uma assistência.

## Carreira na seleção
Evbuomwan representou a Grã-Bretanha em várias competições internacionais. Ele participou do EuroBasket Sub-18 de 2018. No EuroBasket Sub-18 de 2019, ele teve médias de 10,4 pontos, 7,9 rebotes e 2,6 assistências.

## Estatísticas da carreira

### NBA

#### Temporada regular
| Ano      | Equipe   | PJ | PT | MPJ  | AP   | 3P   | LL   | RT  | AS  | BR | TO | PPJ |
| -------- | -------- | -- | -- | ---- | ---- | ---- | ---- | --- | --- | -- | -- | --- |
| 2023–24  | Memphis  | 4  | 0  | 18.5 | .267 | .250 | —    | 3.5 | 1.5 | .0 | .3 | 2.5 |
| 2023–24  | Detroit  | 13 | 8  | 22.5 | .571 | .417 | .680 | 3.5 | .8  | .5 | .3 | 7.0 |
| Carreira | Carreira | 17 | 8  | 20.3 | .419 | .333 | .680 | 3.5 | 1.1 | .2 | .3 | 4.7 |

### Universitário
| Ano      | Equipe    | PJ | PT | MPJ  | AP   | 3P   | LL   | RT  | AS  | BR  | TO | PPJ  |
| -------- | --------- | -- | -- | ---- | ---- | ---- | ---- | --- | --- | --- | -- | ---- |
| 2019-20  | Princeton | 26 | 19 | 14.3 | .526 | .267 | .516 | 1.8 | .9  | .5  | .3 | 3.9  |
| 2021-22  | Princeton | 28 | 27 | 30.0 | .541 | .118 | .564 | 6.7 | 5.1 | 1.4 | .3 | 16.0 |
| 2022-23  | Princeton | 32 | 32 | 31.3 | .515 | .324 | .655 | 6.3 | 4.9 | .8  | .6 | 15.1 |
| Carreira | Carreira  | 86 | 78 | 25.2 | .527 | .236 | .578 | 4.9 | 3.6 | .9  | .3 | 11.6 |

## Links externos
- Biografia de Princeton